# Eutelia bowkeri
Eutelia bowkeri là một loài bướm đêm trong họ Noctuidae.